# St. Jakob (Saarbrücken)

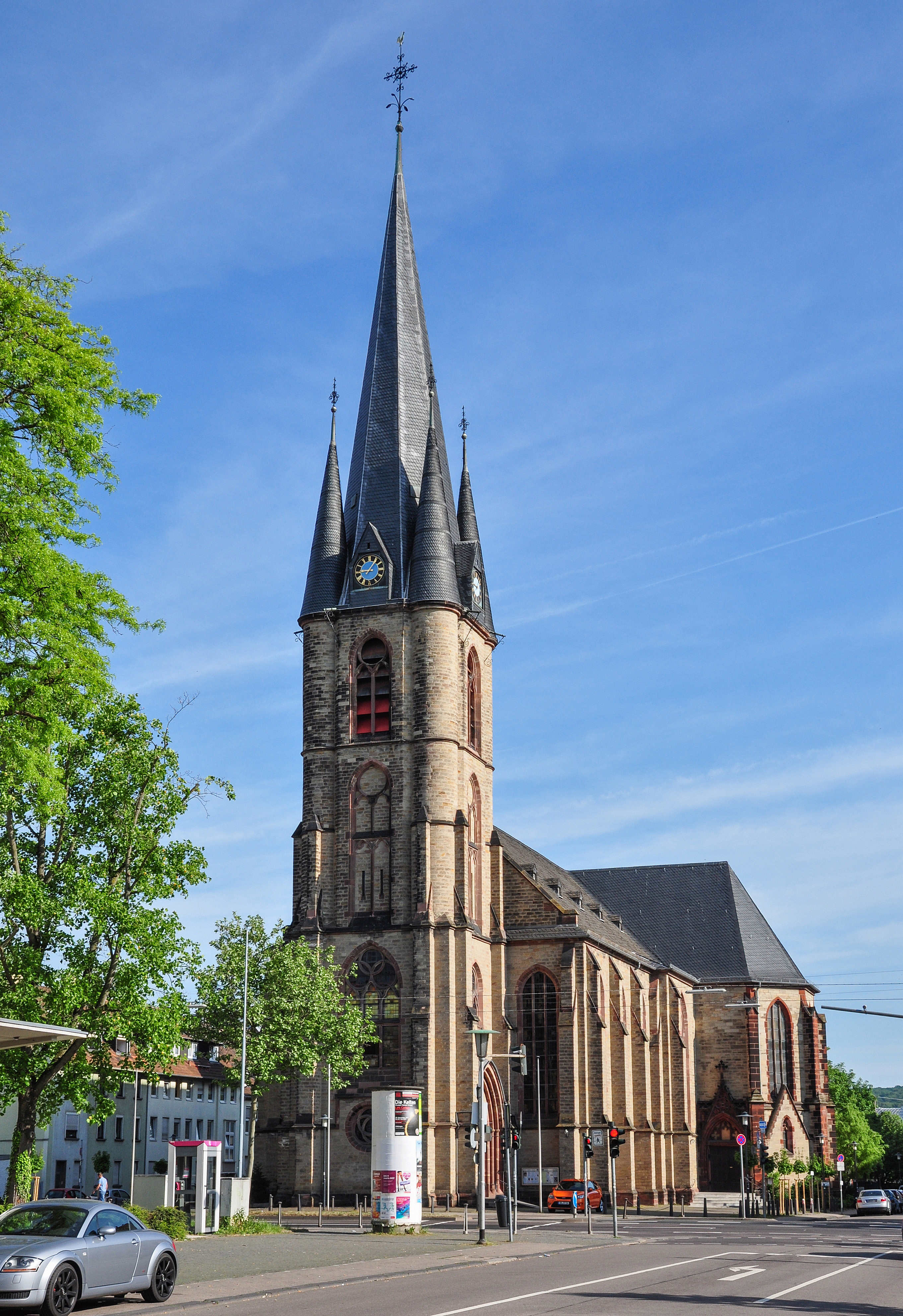
Katholische Pfarrkirche St. Jakob, Saarbrücken

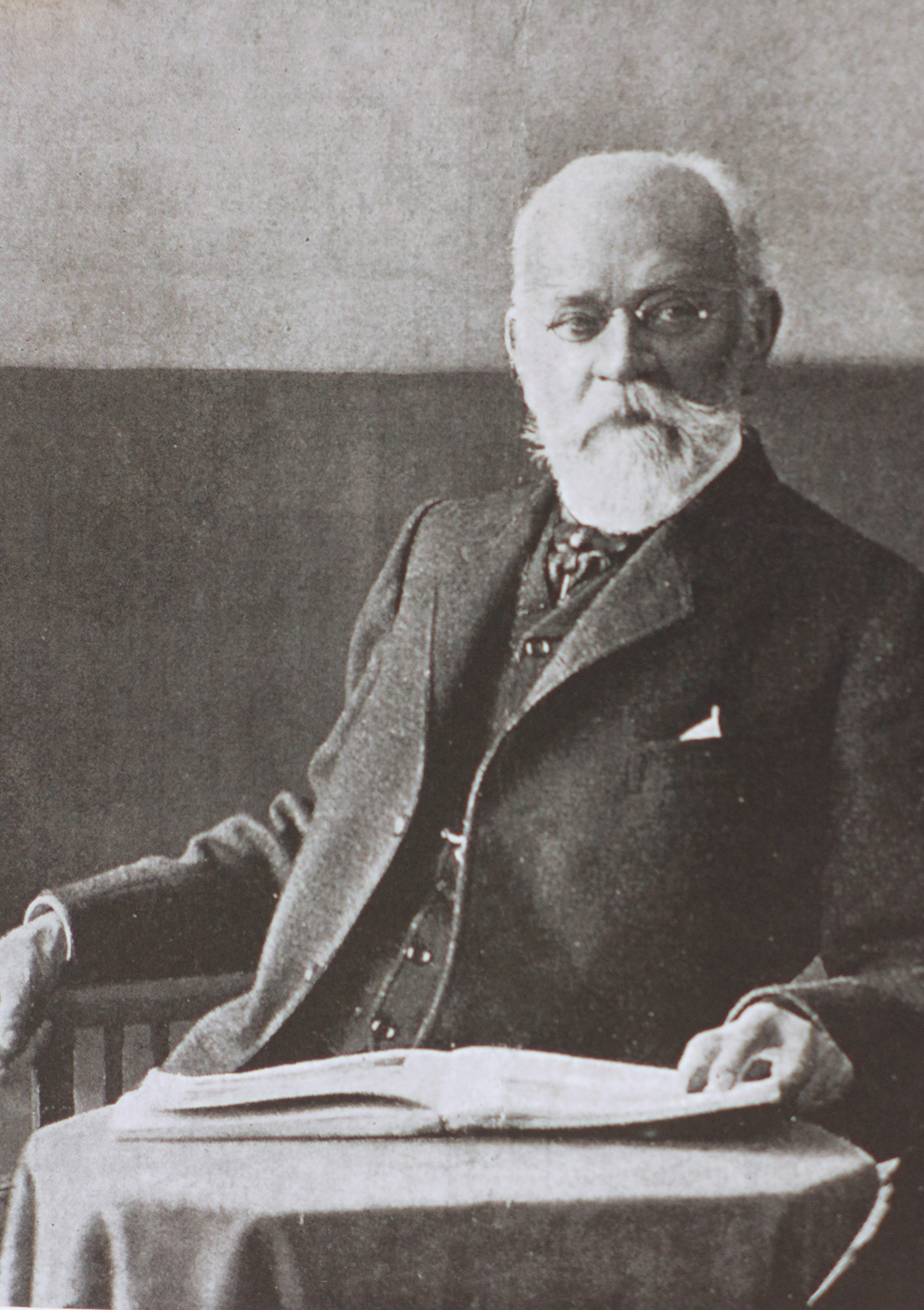
Arnold Güldenpfennig (1830–1908), Architekt der Jakobskirche

St. Jakob ist die römisch-katholische Pfarrkirche in Alt-Saarbrücken, dem Zentrum der saarländischen Landeshauptstadt Saarbrücken im südlichen Bereich des Bistums Trier. Kirchenpatron ist der Apostel Jakobus der Ältere. Hinsichtlich ihres Patroziniums steht die Kirche in historischer Tradition der mittelalterlichen Saarbrücker Burgkapelle. In der Denkmalliste des Saarlandes ist die Kirche als Einzeldenkmal aufgeführt.

## Geschichte

### Mittelalter

#### Saarbrücker Nikolauskapelle
Die Einwohner der ursprünglichen Stadt Saarbrücken, dem heutigen Stadtteil Alt-Saarbrücken, gehörten zur Pfarrei der Stiftskirche St. Arnual. Sie besaßen aber schon im 13. Jahrhundert eine eigene Kapelle. Der Bau dieser Kapelle erfolgte unter der Regierung der Gräfin Lauretta (1233–1271). Der Metzer Bischof Philipp von Flörchingen (1261–1264) hatte am 23. August 1261 die Erlaubnis zum Bau der Kapelle gegeben:

„Philipp von Gottes Gnade Metzer Bischof dem in Christo geliebten Dechanten und Kapitel der Kirche des heiligen Arnuald Gruß im Herren. Da wegen der örtlichen Entfernung Eure Pfarrkinder von Saarbrücken zur Mutterkirche vom heiligen Arnuald bequem nicht kommen können, lassen Wir Euch nach, dass es gestattet ist, zu Saarbrücken in Eurer Pfarrei eine Kapellenkirche zu bauen und dort für Eure Pfarrkinder Gottesdienst zu halten, jedoch ohne Nachteil für die vorgenannte Mutterkirche. Wir gestatten euch ferner, daß Ihr dort in einem hierzu angemessen eingerichteten Hause Euren Pfarrkindern Gottesdienst halten könnt, bis die vorgenannte Kapellenkirche erbaut ist. Gegeben im Jahre des Herrn 1261 am Vigiltag des Apostels Bartholomäus.“

Zehnt- und Patronatsherr der Kapellengemeinde war das St. Arnualer Chorherrenstift. Diese Kapelle war dem heiligen Nikolaus von Myra geweiht worden. Nachdem die alte Kapelle baufällig geworden war, errichtete an ihrer Stelle im Jahr 1476 Baumeister Hans von Zabern die heutige gotische Schlosskirche.

#### Saarbrücker Burgkapelle

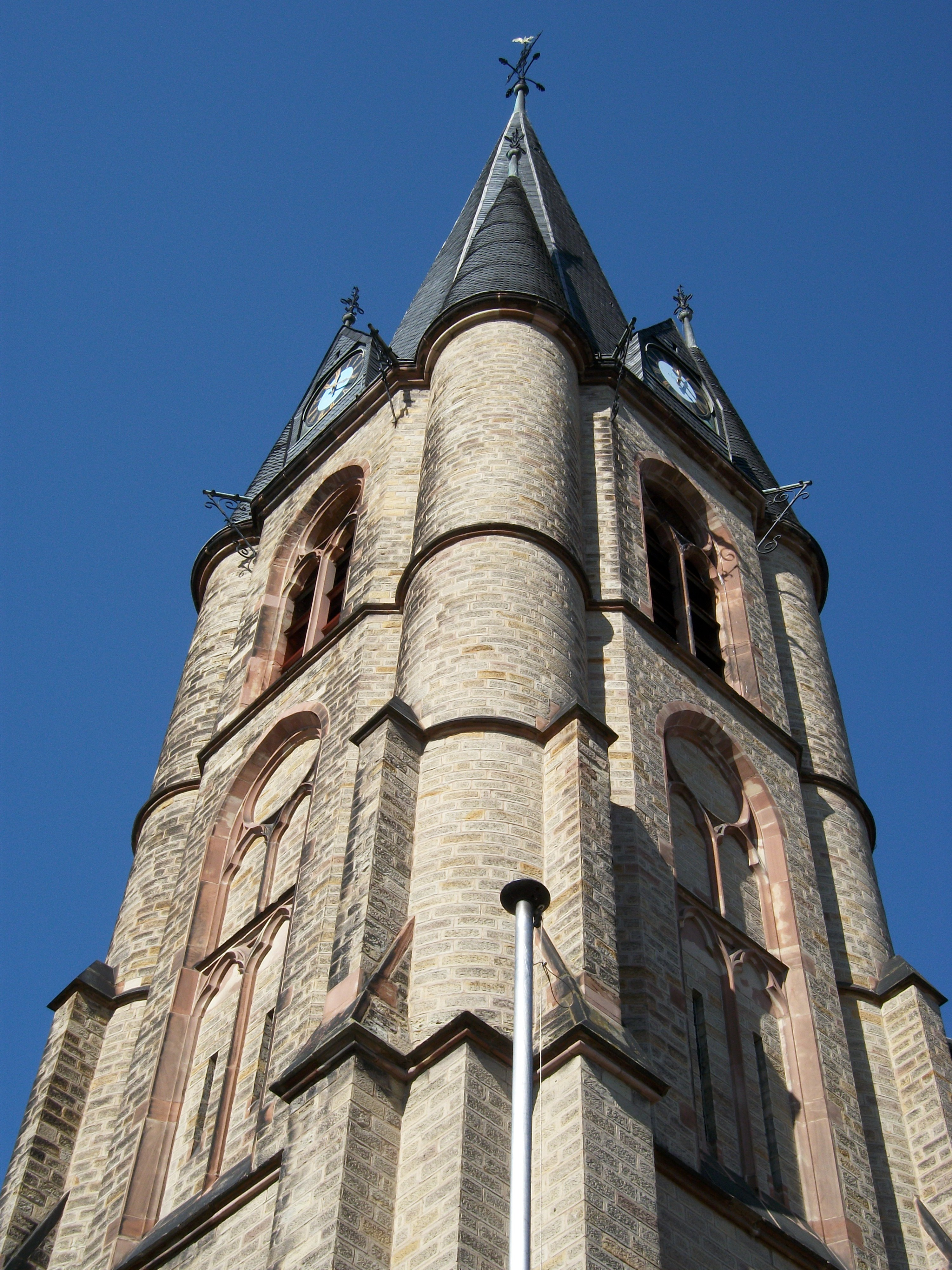
Kirchturm von Südwesten

Darüber hinaus gab es wohl schon vor dem Jahr 999 in Saarbrücken eine Burgkapelle (capella castri Sarapontensis) für den gräflichen Hof und die Burgmannen, die vermutlich dem heiligen Georg geweiht war. Graf Johann I. (1307–1342) ließ anstelle der alten Burgkapelle nach seiner Rückkehr aus Italien zu Ehren der Schutzheiligen seiner Mutter Margarethe eine Margarethenkapelle errichten, die am 2. Mai 1315 von Chorbischof Daniel von Metz eingeweiht wurde. Graf Johanns Nachfolger, Johann II., ließ im Jahr 1356 in der Burgkapelle einen Altar zu Ehren des hl. Jakobus des Älteren errichten. Johann II. hatte nämlich zuvor eine Wallfahrt nach Santiago de Compostela gelobt, die er allerdings nicht angetreten hatte. Papst Innozenz VI. hatte von Avignon aus dem Saarbrücker Grafen erlaubt, das versprochene Gelübde in eine Altarstiftung zu Ehren des heiligen Jakobus umzuwandeln. Die Altarstiftung sah vor, dass zu Ehren des hl. Jakobus ein Priester an drei Tagen pro Woche eine Messe zu lesen habe.
Nach dem Abriss der Kapelle im Jahr 1466 ging das Patrozinium auf eine zwei Jahre später neu errichtete Kapelle über, die vom Metzer Generalvikar Simon de Rubo geweiht wurde. Allmählich wurde der ursprüngliche Name der Margarethenkapelle in der Saarbrücker Burg durch das Jakobuspatrozinium ersetzt. Das Patrozinium der mittelalterlichen Burgkapelle wurde dann beim Bau der heutigen Jakobskirche auf diese übertragen.

#### Konflikt mit dem St. Arnualer Chorherrenstift
Da die seelsorgliche Tätigkeit der St. Arnualer Stiftsherrn nach Meinung des Saarbrücker Grafen Johann I. zu wünschen übrig ließ, versuchte dieser in den Orten St. Johann und Saarbrücken, das kirchliche Leben aus dem Einfluss des Stiftes St. Arnual herauszulösen. Bereits im Jahr 1309 war Johann I. im Auftrag König Heinrichs VII. als Chef einer königlichen Gesandtschaft zu Papst Clemens V. nach Avignon geschickt worden. Bei einer zweiten Reise zum Papst nach Avignon im Jahr 1325, zu der Johann I. durch Johann von Böhmen, dem König von Böhmen und Grafen von Luxemburg beauftragt worden war, brachte der Saarbrücker Graf Papst Johannes XXII. sein Anliegen vor:

„Obwohl beide Städte sehr volkreich seien – es befänden sich dort 40 adelige Höfe – und obwohl die kirchlichen Einkünfte zur Unterhaltung eines Priesters ausreichten, müßten die Bewohner die Sakramente von der eine halbe Wegestunde entfernten Kirche in St. Arnual empfangen. So komme es, daß öfters Kinder ohne Taufe und andere gläubige Einwohner ohne Empfang der Sakramente gestorben seien zur Gefahr für ihr eigenes Seelenheil und zum Ärgernis für viele andere.“

Papst Johannes XXII. gab daraufhin dem Saarbrücker Grafen Johann I. für den Bischof von Metz eine schriftliche Weisung mit, den Pfarrherren zu St. Arnual durch Androhung von Kirchenstrafen anzuhalten, in Saarbrücken und St. Johann Taufbrunnen anzulegen und dort einen Priester zu bestellen, der die Sakramente spende. Dennoch blieben Saarbrücken und St. Johann weiterhin von St. Arnual abhängig. Erst im Jahr 1549 gab das Stiftskapitel seine Erlaubnis, dass ein von ihm bestellter Priester in Saarbrücken residierte.

### Neuzeit

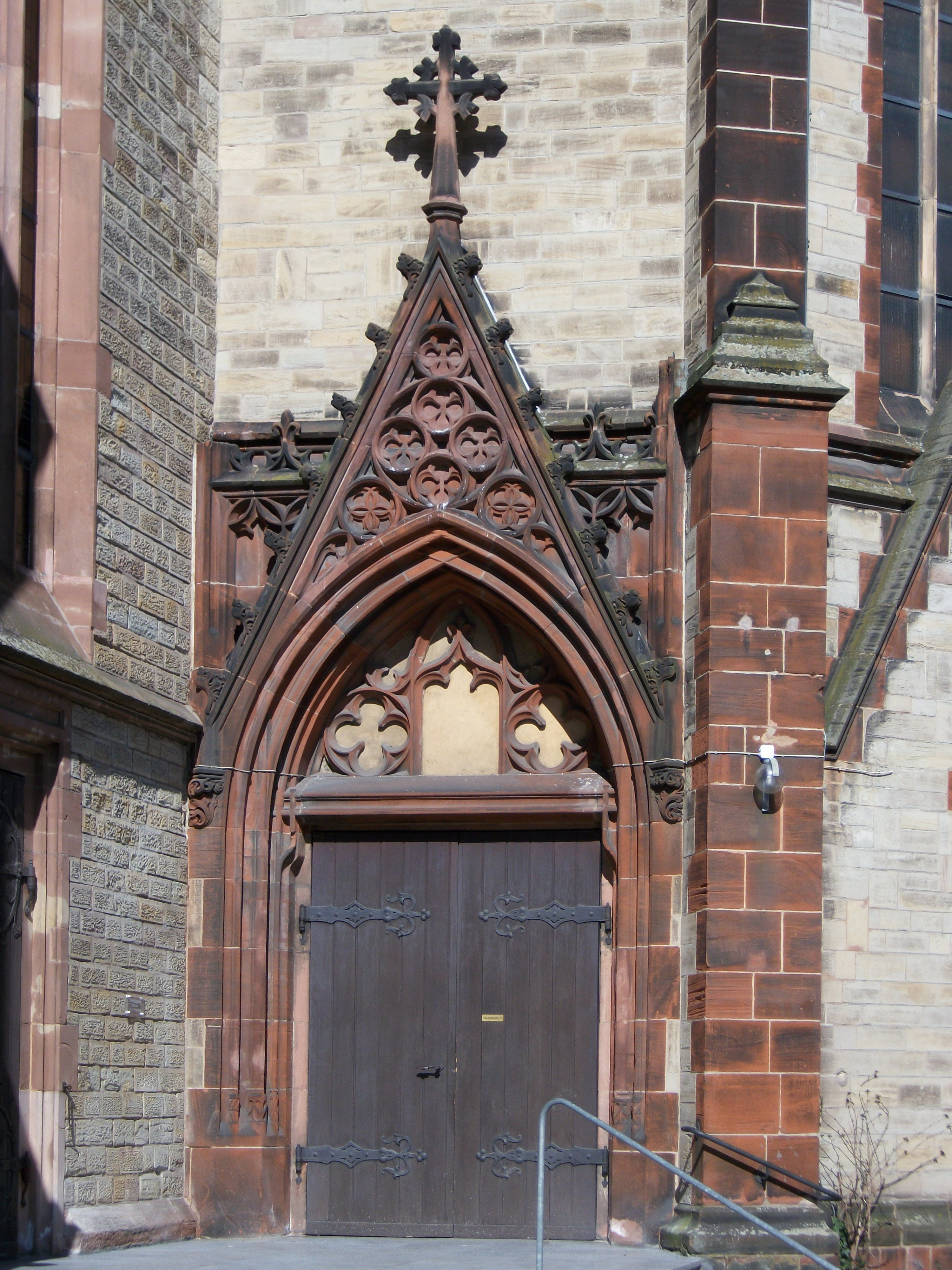
Portal der Seitenkapelle im östlichen Querschiff

#### Reformation
1549 wurde Saarbrücken selbstständige Pfarrei. 1575 wurde durch Graf Philipp III. von Nassau-Saarbrücken die Reformation eingeführt, und bis zu Beginn des 19. Jahrhunderts gab es in Saarbrücken keine katholische Pfarrei mehr.

#### Wiedererstehen der katholischen Gemeinde
Am 9. Mai 1803 wurde im damals zu Frankreich (Département de la Sarre) gehörenden Saarbrücken eine Kantonspfarrei errichtet, die aber über keine eigene Kirche verfügte, sondern die Kirche in St. Johann nutzen musste.

#### Errichtung des Kirchengebäudes
Bereits im Jahr 1866 hatte die Tochter des früheren Maires von Saarbrücken Charles Rupied und Enkelin des lothringischen Schatzmeisters Charles François Julien Rupied, Witwe Maubon aus Bar-le-Duc, der Pfarrei St. Johann drei Landparzellen in Saarbrücken geschenkt, um darauf eine katholische Kirche zu errichten. Das Grundstück in Saarbrücken war der Kirchengemeinde mit der Auflage geschenkt worden, innerhalb der nächsten vier Jahre mit dem Bau einer Kirche zu beginnen. Der Saarlouiser Baumeister Carl Friedrich Müller, der nahezu zeitgleich auch im Nachbarort Burbach die St.-Eligius-Kirche errichtete, hatte die Pläne für den Neubau der ersten katholischen Kirche in Saarbrücken seit der Reformation entworfen. Anfang des Jahres 1870 wurden die Pläne genehmigt. Am 6. April 1870 konnte bereits der Grundstein gelegt werden, doch wurde der Weiterbau durch Uneinigkeiten verhindert und das Grundstück verkauft. Dies geschah nicht zuletzt deshalb, weil das Grundstück für Kirche und Pfarrhaus zu klein war.
Im Jahr 1874 erfolgte der Kauf eines größeren Bauplatzes, jedoch verhinderte der Kulturkampf mit seinem Altkatholikengesetz den Beginn des Bauvorhabens. Erst im Juli 1884 wurde mit den Erdarbeiten und dem Fundamentmauerwerk begonnen. Diese Arbeiten waren im Herbst 1884 vollendet. Den Grundstein legte der Trierer Bischof Michael Felix Korum (sub invocatione Sancti Jacobi majoris apostoli et martyris, dt.: unter der Anrufung des Hl. Jakobus des Älteren, des Apostels und Märtyrers) am 21. Juni 1885.

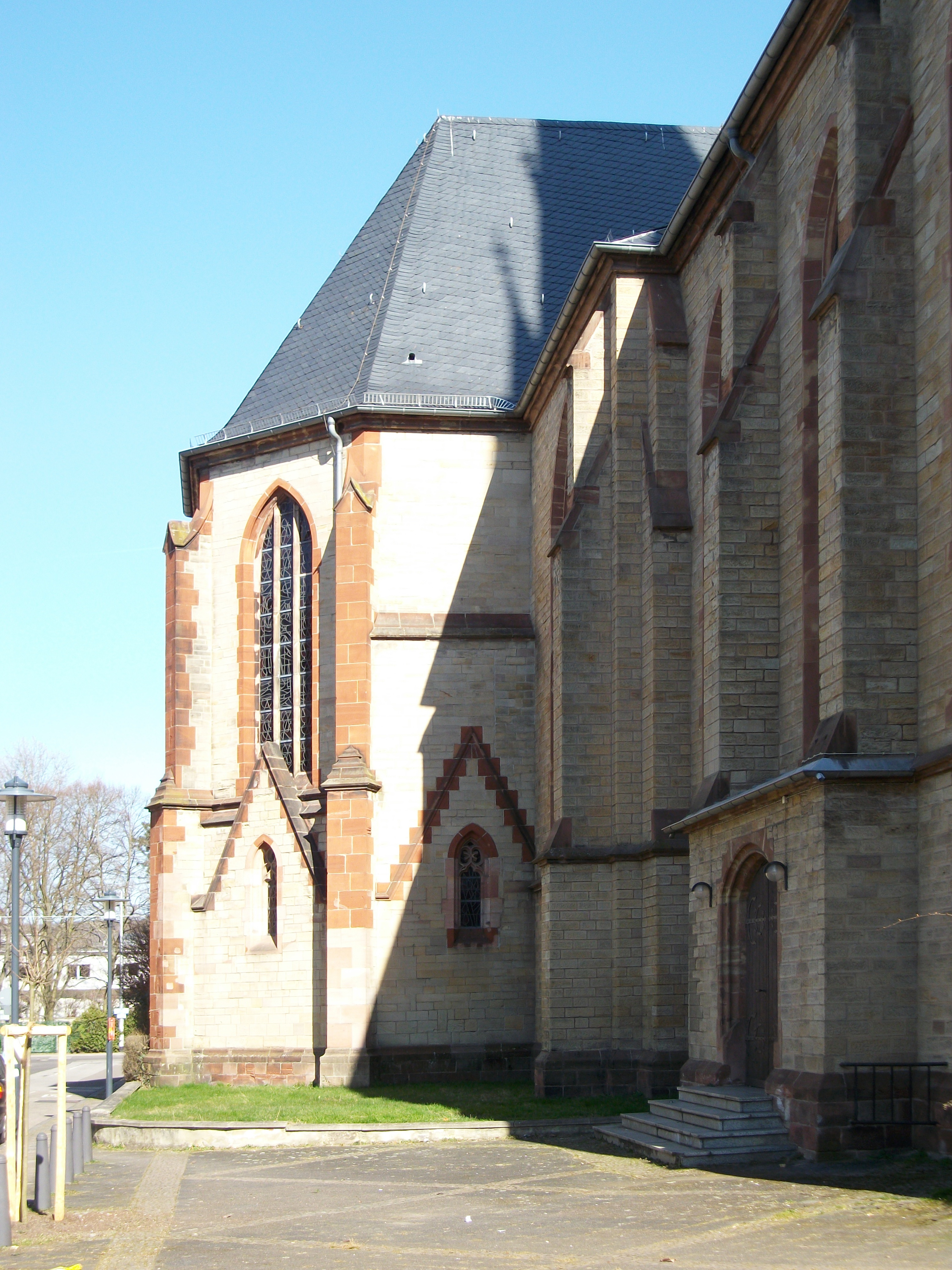
Blick entlang der westlichen Langhausfassade

Die in den Grundstein eingelegte Urkunde lautet in deutscher Übersetzung:

„Im Jahre des Heils 1885 – am 21. Juni – am 4. Sonntag nach Pfingsten – Nachmittags 4 Uhr – in der Zeit, da Papst Leo XIII. mit starker Hand und ungebrochenem Muthe die Schlüssel des heiligen Petrus, des Apostelfürsten, hielt – der hochwürdigste Herr, Herr Michael Felix Korum, der h. Theologie Doctor, den Bischöflichen Stuhl des h. Eucharius schmückte – Wilhelm I., der ruhmreiche Sieger, Kaiser von Deutschland und König von Preußen – der lobwürdige Herr, Freiherr Hugo von Richthofen, Landrath des Kreises Saarbrücken, - Herr Friedrich Feldmann, Bürgermeister von Saarbrücken war – zu welcher Zeit nach den dunklen Wolken eines bitteren Kampfes zwischen Regierung und Kirche die Hoffnung auf Aufhellung und Frieden berechtigt war – als der hochw. Herr Philipp Hubert Schneider Dechant und Pfarrer von Saarbrücken war und das Amt der Kapläne daselbst die hochwürdigsten Herrn Nicolaus Kirscht – Dr. Franz Becker – Paul Hilterscheid – und Michael Alt verwalteten – nach vorausgegangenen vielen Schwierigkeiten – nachdem schon seit langer Zeit die Pfarrkirche zu St. Johann das zuströmende katholische Volk nicht mehr fassen konnte – nachdem verschiedene Geschenke gespendet waren, namentlich von der Wittwe Maubon seligen Andenkens und von dem Herrn Karl Thirion Kaufmann zu Saarbrücken -: wird der Bau dieses Tempels für die Pfarei Saarbrücken begonnen, unter dem Baurath Herrn Ferdinand Neufang als Bauführer – unter den Herren Ludwig Barth – Friedrich Sehmer – und Ludwig Friedrich Schmidt als Baumeistern – und unter dem Herrn Theobald Brandt als Aufseher – und der Grundstein dazu unter Anrufung des h. Jacobus des Aelteren, Apostel und Märtyrer, gelegt von dem Hochwürdigsten Herrn, Herrn Michael Felix Korum, Doctor der h. Theologie und Bischof von Trier.“

In den Jahren 1885–1887 schließlich konnte der Bau der Kirche nach Plänen des Architekten und Dombaumeisters Arnold Güldenpfennig aus Paderborn verwirklicht werden. Güldenpfennig ist auch der Architekt der katholischen Hamburger Kathedrale St. Marien. Für die örtliche Bauleitung zeichnete der Saarbrücker Baurat Neufang verantwortlich, die Bauausführung oblag Baumeister Ludwig Barth und Friedrich Sehmer (Saarbrücken). Am 9. Juli 1887 wurde die fertiggestellte Kirche vom damaligen Trierer Bischof Michael Felix Korum dem Schutz des Hl. Jakobus des Älteren geweiht, und am 1. März 1888 wurde der erste Pfarrer eingeführt. Die Baukosten betrugen 200.000 Mark.
Inneres

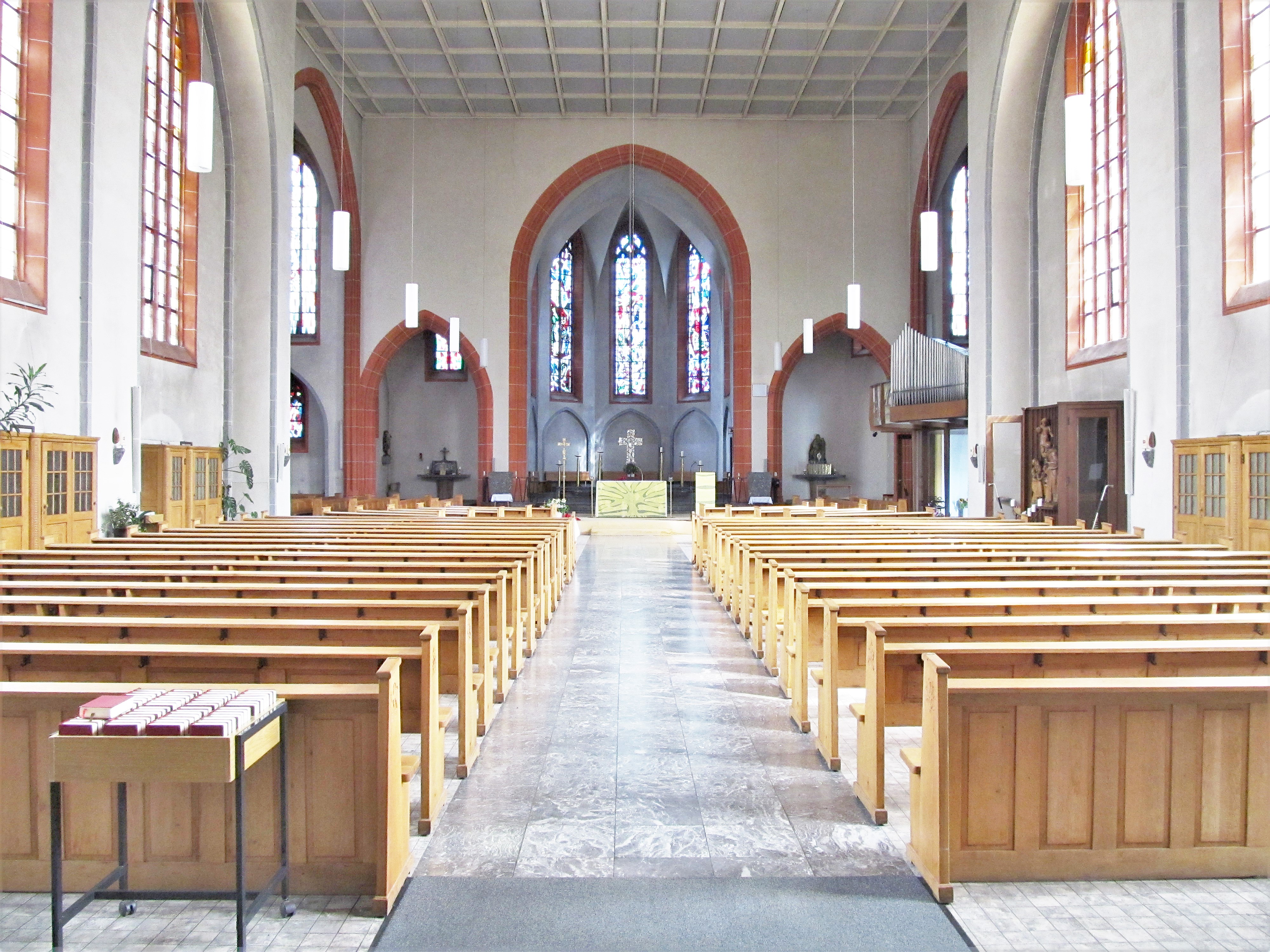
Blick ins Innere der Kirche

Die mit der Apsis nach Norden ausgerichtete Kirche war ursprünglich eine dreischiffige neogotische Stufenhalle mit Portalturm im Süden, wenig ausladendem Querschiff, eingezogenem Chorraum mit Chorjoch und dreiseitigem Schluss. Spitzbogenarkaden auf schlanken Rundpfeilern teilten die Schiffe des dreijochigen Langhauses. Die Vierung wurde durch Pfeiler aus vier Halbsäulen mit polygonalen Kämpferplatten betont. Die Joche waren kreuzgewölbt.
Äußeres
Die zweifach abgetreppten Strebepfeiler zeigen außen die innere Einteilung der Kirche in Joche. Große Spitzbogenfenster mit Maßwerkfüllungen öffnen sich über einem Sohlbankgesims, das Kirche und Turm miteinander verbindet.
Der mächtige Turm wird von Gesimsen sichtbar in drei Hauptgeschosse unterteilt. Das untere Turmgeschoss führt die Höhe des Hauptschiffes fort. Drei große Maßwerkfenster öffnen sich zum Innenraum. Die Turmecken werden von Strebepfeilern umgeben, die im zweiten Geschoss in runde Ecktürmchen überführt werden. Zwischen den Rundungen der Ecktürmchen sind Blendspitzbögen mit Blendmaßwerk eingespannt. Darüber erheben sich die spitzbogigen Schallarkaden.
Der hohe, achteckige Turmhelm ist von den vier Kegeldächern der Ecktürmchen umgeben. Kleine Zwischengiebel, die die Turmuhren aufnehmen, setzen Akzente.

#### Erweiterungsbau
In den Jahren 1906–1907 wurde die Kirche nach Plänen des Architekten Moritz Gombert (Saarbrücken) erweitert, indem ein Querschiff und ein neuer Chor hinzugefügt wurden, so dass sich als Grundriss nun ein Kreuz ergab. Der ursprüngliche Chorabschluss wurde dabei abgerissen und durch ein stilgerechtes zweites, weit ausladendes Querschiff mit einem neuen Chorraum ersetzt. Die Dreikonchenanlage ist annähernd gleich tief und schließt jeweils dreiseitig. Nebenchöre öffnen sich zu Chor und Querschiff.

#### Abpfarrungen
1929 wurde für die Katholiken in St. Arnual die Pfarrei Christkönig von St. Jakob abgetrennt. 1938 wurde die Expositur St. Mauritius errichtet, deren Kirchengebäude 2004 profaniert und dem Land übereignet wurde.

#### Zerstörung im Zweiten Weltkrieg und Wiederaufbau
Nach Zerstörungen im Zweiten Weltkrieg kam es 1948–1949 zunächst nur zu einem teilweisen Wiederaufbau. Unter der Leitung des Architekten Rudolf Krüger (Saarbrücken) wurden nur Chor und Querschiff wiederhergestellt, bevor 1954 durch den Saarbrücker Architekten Emil Tiator der vollständige Wiederaufbau erfolgte. Die Kirche wurde jedoch nicht originalgetreu, sondern verändert wieder aufgebaut, so entspricht die heutige Rasterdecke nicht mehr dem Vorkriegszustand mit neogotischem Wölbsystem. Ebenso wurden aus finanziellen Gründen nicht mehr die Giebelwände an den Stirnseiten des älteren Querschiffes aufgebaut und man verzichtete auf die Wiederherstellung der ursprünglich reichen Maßwerkfüllungen der Langhaus- und Querschifffenster.
Im Jahr 1994 wurde der Altarraum umgebaut. Hierfür zeichnete die studentische Projektgruppe Thomas Becker und Ralf Tiedtke unter Leitung von Klaus Dieter Köhler (HTW Saarbrücken) verantwortlich.

## Ausstattung

### Innenraum
Zur Ausstattung der Kirche gehört ein um einen festen Standpunkt drehbarer Altar, der dadurch für verschiedene sakrale Nutzungen verwendbar ist. Außerdem ist es auch möglich den Altar komplett herauszuheben und somit den Altarraum für kulturelle Nutzungen freizugeben.
Weitere Ausstattungsgegenstände sind die Skulptur der heiligen Barbara in der linken Seitenkapelle, die Skulpturen-Gruppe Mutter Anna selbdritt in der rechten Seitenkapelle, die Madonna mit Jesuskind in der Marienkapelle, die holzgeschnitzte Skulpturen-Gruppe St. Antonius und der Tabernakel mit Abendmahlszene.

### Orgel

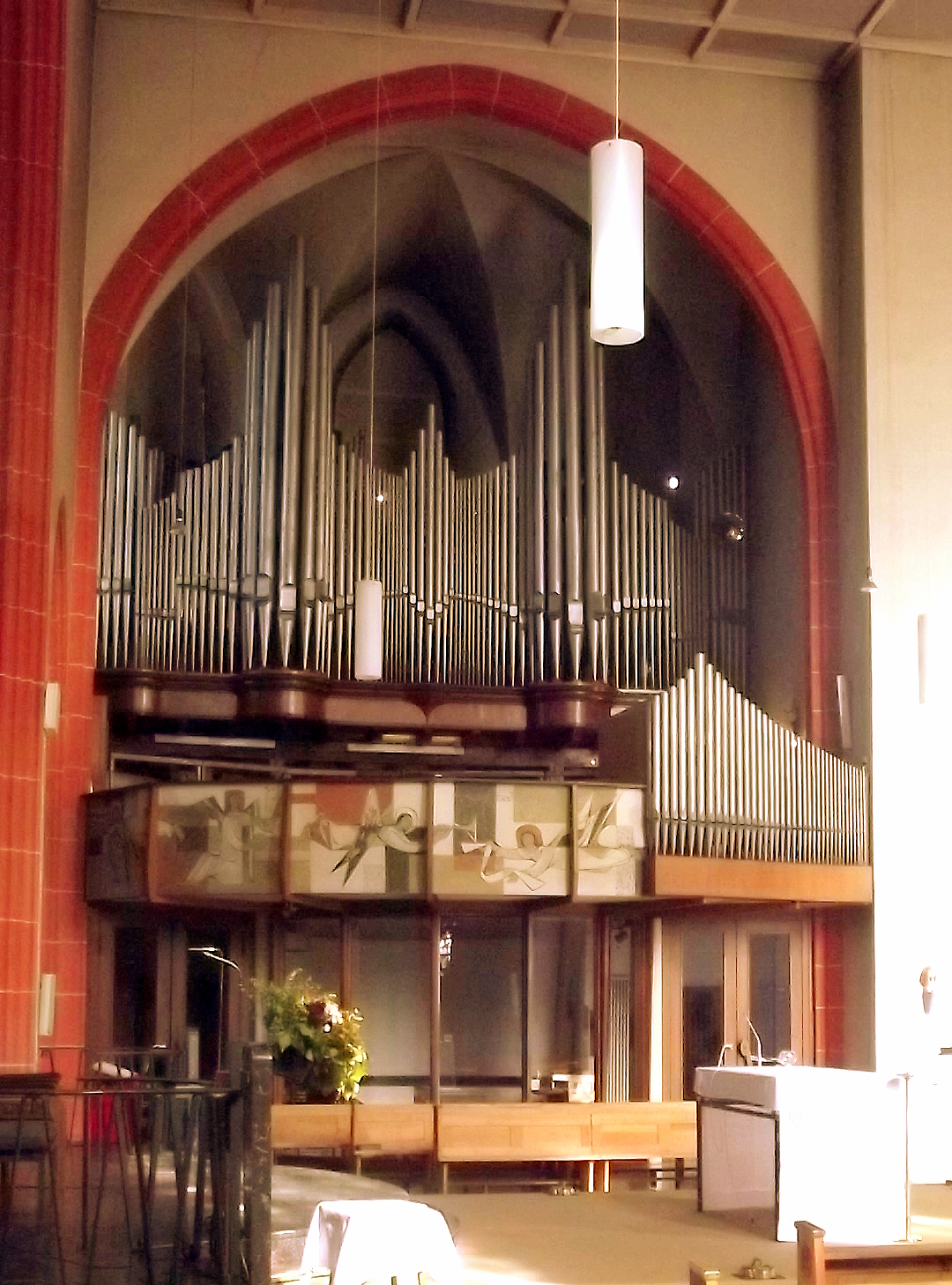
Blick zur Orgelempore (Späth-Orgel)

Die Orgel der Kirche wurde 1950 als opus 553 von dem Orgelbauunternehmen Gebr. Späth Orgelbau Ennetach-Mengen erbaut. Das Instrument verfügte damals über 17 Register, verteilt auf zwei Manuale und Pedal. Der Standort der Orgel ist die Empore im östlichen Querschiff. Nach Wiedererrichtung des Hauptschiffs und Abriss einer Trennwand im Jahr 1962 war das Kirchengebäude wieder voll nutzbar. Deshalb beschloss man, die Orgel dem nun größer gewordenen Raum anzupassen, indem das Instrument um ein drittes Manual (Rückpositiv) und 15 weitere Register, darunter der Prospektprinzipal 16′ aus Zink, erweitert wurde. Auch ein neuer, freistehender Spieltisch wurde angeschafft.
Die elektropneumatische Traktur und die Kegelladen wurden beibehalten, nur das neue Rückpositiv erhielt eine Schleiflade. Aufgrund dieses gemischten Systems, der ungünstigen Aufstellung und mangelnder Qualität des Materials zeigte sich die Orgel im Laufe der Jahre als störungsanfällig, was ständige Reparaturen und Dispositionseingriffe zur Folge hatte. So wurde bei einem der vielen Umbauten das Rückpositiv vom dritten auf das erste Manual verlegt, sowie das Hauptwerk auf das zweite und das Schwellwerk auf das dritte, und die Orgel verfügt aktuell über 33 Register, verteilt auf drei Manuale und Pedal. Außer Windverlust und starker Verschmutzung im Inneren konnten größere Funktionsausfälle bisher im Rahmen gehalten werden und das Instrument befindet sich heute in einem leidlich guten Zustand.
| I Rückpositiv C–g3 |             |    |
| 1.                 | Koppelflöte | 8′ |
| 2.                 | Gemshorn    | 4′ |
| 3.                 | Prinzipal   | 2′ |
| 4.                 | Cymbel III  |    |
| 5.                 | Krummhorn   | 8′ |
|                    | Tremolo     |    |

| II Hauptwerk C–g3 |                |       |
| 6.                | Gedacktpommer  | 16′   |
| 7.                | Prinzipal      | 8′    |
| 8.                | Hohlflöte      | 8′    |
| 9.                | Oktave         | 4′    |
| 10.               | Rohrflöte      | 4′    |
| 11.               | Nasard         | 2 ⁄3′ |
| 12.               | Oktave         | 2′    |
| 13.               | Cornett III–IV |       |
| 14.               | Mixtur IV–VI   |       |
| 15.               | Trompete       | 8′    |

| III Schwellwerk C–g3 |                  |        |
| 16.                  | Lieblich Gedeckt | 8′     |
| 17.                  | Quintade         | 8′     |
| 18.                  | Salicional       | 8′     |
| 19.                  | Prinzipal        | 4′     |
| 20.                  | Spitzflöte       | 4′     |
| 21.                  | Quinte           | 2 ⁄3′  |
| 22.                  | Nachthorn        | 2′     |
| 23.                  | Terz             | 1 3⁄5′ |
| 24.                  | Sifflöte         | 1′     |
| 25.                  | Scharff III      |        |
| 26.                  | Trompetenregal   | 8′     |
|                      | Tremolo          |        |

| Pedal C–f1 |                                      |     |
| 27.        | Prinzipalbass                        | 16′ |
| 28.        | Subbass                              | 16′ |
|            | Zartbass (Transmission von Nr. 6)    | 16′ |
| 29.        | Oktavbass                            | 8′  |
|            | Gedecktbass (Oktavauszug aus Nr. 28) | 8′  |
| 30.        | Choralbass                           | 4′  |
|            | Bassflöte (Oktavauszug aus Nr. 28)   | 4′  |
|            | Sopran (Oktavauszug aus Nr. 28)      | 2′  |
| 31.        | Rauschbass IV                        |     |
| 32.        | Posaune                              | 16′ |
| 33.        | Clarine                              | 4′  |

- Koppeln: III/I, I/II, III/II, I/P, II/P, III/P
- Spielhilfen: Handregister, drei freie Kombinationen, Tutti, Zungen ab, automatisches Pianopedal, Crescendo, Crescendo ab, Zungeneinzelabsteller

### Glocken
Der Turm der Jakobskirche verfügt über ein Bronzegeläut mit vier Glocken in Präfationsmotiv. Diese Glocken goss 1955 die Glockengießerei Mabilon aus Saarburg. Glockenstuhl und Joche bestehen aus Stahl. Das volle Geläut erklingt unter anderem zum Einläuten des Sonntags an jedem Samstagabend um 18:00 Uhr sowie zu den Gottesdiensten an Sonn- und Werktagen.
| Nr. | Ton  | Gussjahr | Gießer, Gussort   | Gewicht (kg) | Durchmesser (cm) |
| 1   | dis1 | 1955     | Mabilon, Saarburg | 1350         | 132              |
| 2   | fis1 | 1955     | Mabilon, Saarburg | 780          | 111              |
| 3   | gis1 | 1955     | Mabilon, Saarburg | 580          | 98               |
| 4   | ais1 | 1955     | Mabilon, Saarburg | 400          | 88               |